# Hormona juvenil

totes les hormones juvenils

Les hormones juvenils (sigles en anglès: JHs) són un grup de sesquiterpenoides acíclics que en els insectes regulen molts aspectes de la seva fisiologia. El JHs regula el desenvolupament, la reproducció, la diapausa, i el polifenismes. Van ser descobertes l'any 1965.
Les hormones juvenils són secretades per un parell de glàndules endocrines situades sota el cervell anomenades corpora allata. Les JHs també són importants per a la producció d'ous en els insectes femelles.
La majoria dels insectes contenen només hormona juvenil de creixement (JH III). Fins ara les JH 0, JH I, i JH II s'han identificat només en els lepidoptera (papallones i arnes).
El metilfarnesoat es creu que tenen un paper similar al de la JH en els crustacis.

## En les abelles de la mel
Hi ha una interacció complexa entre JH, l'hormona ecdisona i la vitel·logenina.
Se sap que la JH està implicada en la diferenciació entre abelles obreres i la reina del rusc durant l'estadi larvari.

## Ús com insecticides
Els anàlegs sintètics de l'hormona juvenil es fan servir com insecticida, evitant que les larves es desenvolupin fins insectes adults. Un anàleg, methoprene, està aprovat per la WHO per a ser usat en dipòsits d'aigua per controlar les larves dels mosquits donada la seva baixa toxicitat (LD50 >35.000 mg/kg en la rata).